# レネ・ペティト
- レネ・―
- ルネ・―
- ―・ペティト
- ―・プティ

レネ・ペティトことレナト・ペティト・デ・オリー（Renato "René" Petit de Ory, 1899年10月8日 - 1989年10月14日）は、フランス・ダクス出身のサッカー選手。

## 経歴
フランス人の父親とスペイン人の母親の間に生まれる。マドリードFCのリザーブチームに加入し、14歳でトップチームデビューした。15歳の頃には、すでにレネはマドリードFCのスター選手の一人となっていた。レネが所属している間、マドリードFCは2度コパ・デル・レイ決勝まで駒を進め、1917年には同タイトルを獲得した。レネはマドリードFCで29試合に出場して13得点を記録した。
1917年にレアル・ウニオンへと移り、1918年に決勝で古巣マドリードFCを破って2年連続でコパ・デル・レイを手にした。その後も1924年、1927年と2度コパ・デル・レイを獲得。また、アントワープオリンピックにも出場し、準決勝進出を果たした。1933年に現役を引退した。

## エピソード
兄であるフアン・ペティトもマドリードFCに所属していたが、1917年のコパ・デル・レイ決勝直前にフランス軍に加入。第一次世界大戦で怪我を負い、そのままサッカー選手としてのキャリアを終えた。

## タイトル
- コパ・デル・レイ - 1917, 1918, 1924, 1927
- マドリード州選手権 - 1916, 1917
- ギプスコア県選手権 - 1920, 1921, 1922, 1924, 1926, 1928, 1930, 1931